# فلاور شاور (أغنية)
دش الزهور «فلاور شاور» (بالإنجليزية: Flower Shower)‏ هي أغنية سجلتها المغنية وكاتبة الأغاني الكورية الجنوبية هيونا، والتي تم إصدارها في 5 نوفمبر 2019، من قِبل وكالة P-Nation كأغنية رئيسية (بدون البوم)، تم إصدار الفيديو الموسيقي في نفس اليوم، هي أول أغنية لهيونا مع وكالة P-Nation بعد رحيلها من وكالتها السابقة كيوب إنترتينمنت.

## التأليف
الأغنية من تأليف وإنتاج ساي.

## الترويج
قامت هيونا بالترويج للأغنية في العديد من البرامج الموسيقية في كوريا الجنوبية بما في ذلك إم كاونت داون وإنكيغايو.

## الاداء التجاري
ظهرت أغنية «فلاور شاور» في المرتبة 71 على مخطط غاون للموسيقى الكوري الجنوبي ، وفي الأسبوع التالي بلغت الأغنية المرتبة في المرتبة 54 في الولايات المتحدة ، ظهرت الأغنية أيضًا في المرتبة 6 في مبيعات الأغنية الرقمية لـ Billboard World مع 1،000 تنزيل.

## الفيديو الموسيقى
تم إصدار أول فيديو تشويقي في 4 نوفمبر. تم إصدار الفيديو الموسيقي الرسمي في 5 نوفمبر. تم إصدار ممارسة الرقص في 8 نوفمبر